# نوروود، استرالیای جنوبی
نوروود (به انگلیسی: Norwood) یک حومه شهر در استرالیا است که در استرالیای جنوبی واقع شده‌است.